# Jennifer Hohl
Jennifer Hohl, née le 3 février 1986 à Wolfhalden, est une coureuse cycliste suisse.

## Biographie
Championne de Suisse sur route en 2008, 2009 et 2012, Jennifer Hohl a représenté la Suisse lors de la course sur route des Jeux olympiques de 2008 à Pékin. Victime d'une chute, elle ne termine pas cette course.
En 2012, elle dispute le championnat du monde sur route pour la septième fois. Après ce championnat elle met fin à sa carrière, à 26 ans.

## Palmarès
- 2007
  - Tour de Berne
  - 8e du championnat d'Europe sur route espoirs
- 2008
  -  Championne de Suisse sur route
- 2009
  -  Championne de Suisse sur route
  - Championnat de Zurich
  - 1re étape du Mémorial Michela Fanini (contre-la-montre par équipes)
- 2010
  - Halle-Buizingen
- 2011
  - 3e du Tour de Berne
  - 3e du championnat de Suisse sur route
- 2012
  -  Championne de Suisse sur route